# Stefan Reschke
Stefan Reschke (* 23. Dezember 1965 in Frankfurt am Main; † 13. Dezember 2022 ebenda) war ein deutscher Schachspieler und -trainer.

## Leben

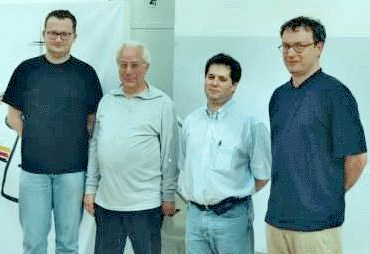
Stefan Reschke, Gerhard Hund, Boris Margolin und Robert Schlamp: vier Frankfurter Stadtmeister. 2002 bei der Deutschen Mannschaftsmeisterschaft im Blitzschach in Solingen.

Ab 1999 war er hessischer Landestrainer, vor allem im Jugendbereich. A-Trainer des Deutschen Schachbunds war er ab 2004.
Im Jahre 1994 gewann er das Internationale IM-Rundenturnier in Gießen, 1995 das Weihnachtsopen in Erfurt. Die Stadtmeisterschaft von Frankfurt am Main konnte er in den Jahren 2000, 2002 und 2003 gewinnen.
In der deutschen Schachbundesliga spielte Reschke von 1991 bis 1994 für den SV 03/25 Koblenz, in der Saison 1994/95 für den SV 1920 Hofheim und von 1995 bis 1999 für die SG Bochum 31. Ab der Saison 1999/2000 spielte er für den SV Oberursel in der Oberliga Ost sowie der 2. Bundesliga Ost und West, ab der Saison 2006/07 für die VSG Offenbach in der Oberliga Ost. Im Schach960-Schnellschach gewann er in Waldbronn 2016 mit dem Team Chess Tigers die Mannschaftswertung der 4. deutschen Meisterschaft.
Der Titel Internationaler Meister wurde ihm in der zweiten Jahreshälfte 1994 verliehen. Seine letzte Elo-Zahl war 2326; er wurde beim Weltschachbund FIDE jedoch zuletzt als inaktiv geführt, da er seit einer Partie in der Oberliga Ost B im März 2017 keine Elo-gewertete Partie mehr gespielt hatte.